# Grupa „Dubno”
Grupa „Dubno” (czasem także Grupa Operacyjna Dubno) – samodzielne zgrupowanie taktyczne Wojska Polskiego, improwizowane w toku kampanii wrześniowej 1939. 
Sformowana z jednostek zapasowych, pododdziałów improwizowanych i części pododdziałów wycofanych z terenów zachodnich oraz rozbitków wycofujących się na teren Wołynia w okresie od 12 do 16 września 1939.

## Formowanie
Z uwagi na niepomyślny rozwój sytuacji na froncie Minister Spraw Wojskowych gen. dyw. Tadeusz Kasprzycki polecił dowódcom Okręgów Korpusów nr II, IX wykonanie przygotowań obronnych na wschód od Bugu na niektórych liniach rzek. Wykorzystać planowano oddziały improwizowane spośród obecnych na miejscu i wycofujących się z zachodniej i centralnej Polski ośrodków zapasowych. Powołany do służby czynnej gen. bryg. st. spocz. Stefan Strzemieński otrzymał zadanie  zorganizowania obrony na linii rzeki Ikwy, na odcinku Młynów-Dubno. Jednocześnie 12 września został wyznaczony na stanowisko komendanta Garnizonu Dubno na Wołyniu. Jednostka miała wejść do walki na wypadek przebicia się wojsk niemieckich na głębokie tyły Wojska Polskiego. Na miejscu przebywały Oddział Zbierania Nadwyżek 5 batalionu saperów z Krakowa, duża grupa oficerów formowana w Legię Oficerską, której dowództwo objął płk st. spocz. Jan Skorobohaty-Jakubowski. 12  września do Dubna dotarł transport kolejowy z Oddziałem Zbierania Nadwyżek 3 wileńskiego batalionu saperów w drodze do Ośrodka Zapasowego Saperów nr 4 w Przemyślu. Rozkazem gen. Stanisława Strzemieńskiego oddział nadwyżek został wyładowany i zakwaterowany w parku. W trakcie pobytu w Dubnie sformowano z saperów wileńskich, batalion piechoty, który na miejscu dozbrojono, w tym w granaty ręczne oraz nadano nazwę „Wilno”. Batalion piechoty wcielono w skład Grupy „Dubno”. 14 września z Ośrodka Zapasowego 13 DP z Równego do Dubna przybył batalion piechoty pod dowództwem ppłk. Jana Wańtucha. Jednocześnie 3 kompania ON z batalionu ON „Łuck”, odmaszerowała do Włodzimierza Wołyńskiego. Do Dubna przybył też płk dypl. Stefan Hanka-Kulesza, który z rozkazu I wiceministra spraw wojskowych objął stanowisko dowódcy obrony Dubna. Jednocześnie do 15 września zakończono budowę umocnień polowych wokół miasta. Do 16 września z będących w Dubnie i pobliskich wsiach żołnierzy, sformowano improwizowane bataliony, oraz z zatrzymanych przemieszczających się przez Dubno i okolicę jednostek, sformowano Grupę „Dubno” w składzie:
- dowódca grupy - płk dypl. Stefan Hanka-Kulesza
- batalion piechoty „Równe” (z OZ 13 DP) - ppłk Jan Wańtuch
- batalion piechoty „Kraków” (OZN 5 b sap. i OZ 15 DP) - kpt. Adam Szczybalski
- batalion piechoty „Wilno” (OZN 3 bsap.)- kpt. Teodor Antonowicz
- bateria 4/33 pułku artylerii lekkiej
- samodzielna kompania (półkompania) czołgów lekkich R-35/H-35 - por. Józef Jakubowicz.

Bataliony były niejednolite, słabo uzbrojone głównie w broń strzelecką (kbk, rkm i ckm) starego typu francuską i niemiecką. Bardzo słabo wyposażone, mundury drelichowe i sukienne starego typu, posiadały znaczne braki oporządzenia. Na ogół bez hełmów. Dozbrajano się w trakcie dalszych marszy. 
Po agresji sowieckiej 17 września dowództwo nad grupą podczas odprawy, gen. bryg. Stefan Strzemieński przekazał płk. Hance-Kuleszy. Doraźnie zmotoryzowana Legia Oficerska  i zmotoryzowana grupą policji wyruszyła przez Brody i Przemyślany do granicy rumuńskiej lub węgierskiej. 17 września ok. godz. 14.00  grupa wyruszyła na południe, z zamiarem przebicia się do broniącego się Lwowa lub wojsk Frontu Południowego, po drodze zbierając wiele mniejszych oddziałów tyłowych i rozbitków z innych jednostek. Maszerowano do Demidówki, gdzie zatrzymano się na noc. Ostatecznie w jej składzie walczyło prawdopodobnie ponad 4000 żołnierzy. Gen. bryg. Stefan Strzemieński przez cały czas pozostawał z małym sztabem przy Grupie „Dubno”, nie sprawując jednak bezpośredniego dowództwa.  

## Działania bojowe
18 września przed południem grupa wymaszerowała w kierunku Szczurowic, w trakcie marszu była atakowana przez lotnictwo sowieckie oraz ostrzeliwana przez bojówki ukraińskie. Wieczorem oddziały grupy osiągnęły Szczurowice, tam w nocy zostały zaatakowane przez silny oddział dywersantów ukraińskich, który został odparty i rozbity. Tego samego dnia oddano bez walki Dubno, Równe i Zdołbunów. Wojska Grupy „Dubno”, podobnie jak zgrupowanie gen. Piotra Skuratowicza formujące się w rejonie Łucka, wyruszyły na południe z zamiarem przebicia się do operujących pod Lwowem wojsk Frontu Południowego gen. Kazimierza Sosnkowskiego. 18 września gen. bryg. Skuratowicz otrzymał rozkaz rozpuszczenia swoich wojsk, które w dużej mierze przyłączyły się do Grupy „Dubno”. 19 września rano Grupa „Dubno” wyruszyła w kierunku Kamionki Strumiłowej w trakcie marszu dołączyły do grupy nowe oddziały w postaci zmotoryzowanego batalionu saperów Ośrodka Zapasowego Saperów typ specjalny nr 1 pod dowództwem ppłk. dypl. Ryszarda Zymsa, dywizjon II/40 pułku artylerii lekkiej (bez 5 baterii) pod dowództwem ppłk. Jana Cudka, pluton pancerny (2 czołgi TK-3 i 2 samochody pancerne wz.34) z resztek 81 dywizjonu pancernego i 21 dywizjonu pancernego. Gen. bryg. Strzemieński ze sztabem odłączył się i pojechał do Toporowa, dalej jechać nie mógł, z uwagi na skoncentrowane w rejonie Buska uzbrojone grupy dywersantów ukraińskich. Wczesnym rankiem 20 września, dwa czołgi oraz pluton kawalerii oczyściły leżące na trasie marszu miasteczko Krasne z dywersantów ukraińskich oraz stoczyły walkę z sowieckim podjazdem pancernym, utracono jako zniszczony jeden czołg. 20 września w rejonie Radziechowa do Grupy „Dubno” dołączyły następne oddziały: 12 dywizjon artylerii najcięższej i jeden działon z 6 dywizjonu artylerii motorowej ciężkiej pod dowództwem mjr. Aleksandra Toczyńskiego (4 moździerze 220 mm i 1 armata 120 mm wszystkie zmotoryzowane), dywizjon kawalerii ppłk. Czesława Wisłockiego sformowany w Ośrodku Zapasowym Nowogródzkiej Brygady Kawalerii, część Ośrodka Zapasowego Artylerii Przeciwlotniczej nr 2, 102 dywizjon artylerii przeciwlotniczej (bez armat) pod dowództwem mjr. Romana Niemczyńskiego. Z Radziechowa grupa pomaszerowała do przez Dmytrów, do Chołojowa, skąd wysłano rozpoznanie do Łanów Polskich i Kamionki Strumiłowej, ustalając obecność oddziałów niemieckich. Maszerujący w straży przedniej batalion piechoty „Kraków” z baterią artylerii zajął wieś Mierowa. Zabezpieczył podstawę wyjściową do natarcia dla Grupy „Dubno” na Łany Polskie i Kamionkę Strumiłową. Oddziały rozpoczęły marsz na podstawy wyjściowe w nocy 20/21 września. 21 września nad ranem oddziały grupy dotarły do Bugu, do mostu w Rudzie Sieleckiej jako pierwszy dotarł batalion „Kraków”. Po drugiej stronie Bugu przebywały oddziały osłonowe niemieckiej 4 Dywizji Lekkiej. Batalion piechoty „Kraków” zajął przyczółek mostowy. W międzyczasie do grupy dołączyła pozostałość kompanii czołgów por. Józefa Jakubowicza. O godz. 8.00 piechota Grupy „Dubno” wraz z plutonem 3 czołgów, przy wsparciu całej artylerii rozpoczęła natarcie na Kamionkę Strumiłową z kierunku północno-wschodniego, wzdłuż szosy Radziechów-Kamionka Strumiłowa. Natarcie piechoty grupy zostało załamane, w ogniu obrony niemieckiej. W międzyczasie nadjechało Zgrupowanie Kawalerii ppłk. Kazimierza Halickiego. Ok. godz. 11.00 dywizjon III wzmocniony szwadronem ckm przystąpił do natarcia na most kolejowy na Bugu i południowy skraj miasta. 3 szwadron rozpoznał obronę Kamionki Strumiłowej i wraz z całym I dywizjonem wykonał natarcie na Łany Polskie zdobywając je, 3 szwadronem wdarł się na przedmieście Bełzkie. Na I dywizjon wyszedł kontratak niemieckiej piechoty z czołgami, który przyparł dywizjon do rzeki Bug. O godz. 12.00 III dywizjon kombinowany z rejonu wzg. 219 uderzył na południowy skraj Kamionki Strumiłowej, koncentryczne natarcie piechoty Grupy „Dubno” z północy i spieszonej kawalerii zgrupowania, czołgów por. Jakubowicza i wsparciu artylerii doprowadziło, że Kamionkę Strumiłową zdobyto o godz. 16.00. W pościg za cofającymi się jednostkami niemieckiej 4 D Lek. w kierunku Batiatycz wyruszył 3 szwadron I dywizjonu konnego Zgrupowania Kawalerii ppłk. Halickiego. W walce rozbito niemiecki batalion zmotoryzowanej kawalerii, kompanię pionierów i baterię artylerii. Wzięto do niewoli (w zależności od relacji od 60 do 170 jeńców). Zdobyto kilkanaście samochodów ciężarowych . Straty w walce grupy to, 62 poległych, 104 rannych, 107 zabitych koni, 2 armaty ppanc, 4 armaty polowe. Podczas spotkania o godz. 17.00 z płk. Stefanem Hanką-Kuleszą, ppłk Kazimierza Halickiego podporządkował Zgrupowanie Kawalerii, Grupie „Dubno”. Tego wieczoru utworzono ścisłe dowództwo Grupy „Dubno”. Noc 21/22 września oddziały odpoczywały na postoju ubezbieczonym w Kamionce Strumiłowej i najbliższych wsiach. 
O godz. 5.00 22 września zgrupowanie zmotoryzowane: 12 dan z działonem 6 damc  pozostałość kompanii czołgów lekkich, część OZAPlot nr 1 pojechały w kierunku granicy węgierskiej w ślad za ustępującymi oddziałami niemieckiej 4 DLek. Jako straż przednia grupy podjęło marsz Zgrupowanie Kawalerii z batalionem kolarzy SG. Klucz samolotów RWD-8 rozpoznawał rejon Rawy Ruskiej i Żółkwi. Marsz odbył się po trasie Batiatycze, Żełdec, Bojaniec, Mosty Wielkie. I dywizjon konny o godz. 9.30 w Mostach Wielkich stoczył walkę z kompanią niemieckich motocyklistów, którą wyparł z miasta. Siły główne grupy zatrzymały się na odpoczynek w lasach pomiędzy Mostami Wielkimi, a Kuliczkowem, na zachód od drogi Mosty Wielkie-Bełz. Zgrupowanie Kawalerii o godz. 23.00 wyruszyło w marsz do rejonu Worochata, Machnówek. Za kawalerią maszerowała reszta Grupy „Dubno” zajmując do godz. 10.00 23 września lasy w rejonie wsi Chlewczany i wieś Szałasze. Grupa stała ukryta na tyłach niemieckiej 2 Dywizji Pancernej, która w tym czasie toczyła walkę z oddziałami Kombinowanej Dywizji gen. bryg. Jerzego Wołkowickiego, która prowadziła natarcie na Tomaszów Lubelski. Zgrupowanie Kawalerii ppłk. Kazimierza Halickiego prowadziło rozpoznanie w kierunku Łaszczowa i Uhnowa. W godzinach popołudniowych zgrupowanie opuścił zmotoryzowany batalion saperów ppłk. Zymsa, wraz z płk. Gorczyńskim. Grupa ta odjechała przez Bełz, Waręż na północ na Lubelszczyznę. W nocy 24/25 września pod Kryłowem batalion został otoczony przez wojska sowieckie i dostał się do niewoli. W nocy 23/24 września do grupy dołączył odtworzony 86 pułk piechoty pod dowództwem ppłk. Walentego Peszka, z dwu działową improwizowaną baterią haubic kpt. Wincentego Brożycha z 55 pułku artylerii lekkiej. 86 pułk pochodził z rozbitej pod Tomaszowem Lub. XIX Brygady Piechoty, Dywizji Kombinowanej. 
O godz. 1.00 24 września grupa podjęła marsz przez Bruckenthal, Karów, Rzyczki w kierunku Rawy Ruskiej. Maszerujące główne siły Grupy „Dubno” nie nadążały za kawalerią ppłk. Halickiego, która ubezpieczając od czoła marsz piechoty i artylerii musiała czekać, co najmniej dwukrotnie, na ich podejście. II dywizjon konny z plutonem pionierów zgrupowania maszerując w straży przedniej, po wyjściu z Karowa i lasów przed Rzyczkami, rano natknął się na trzy niemieckie czołgi i po walce ogniowej, zmusił je do wycofania się do wsi Rzyczki. Ppłk. Halicki postanowił zdobyć podstawy wyjściowe do natarcia na Rawę Ruską. W tym celu o godz. 10.00, II dywizjon konny wsparty szwadronem ckm zaatakował i zdobył wieś Rzyczki. III dywizjon kombinowany dwoma szwadronami kolarzy i szwadronem ckm zdobył wieś Bożenki i wzg. 271. Niemiecki kontratak piechoty wspartej czołgami i ostrzałem artylerii odbił z rąk III dywizjonu wzg.271 i zmusił do wycofania się dywizjon do Bożenki. O godz. 10.30 szwadrony zostały ostrzelane przez dwa samoloty niemieckie. O godz. 11.00, II dywizjon konny w Rzyczkach został zaatakowany przez piechotę niemiecką i czołgi z 2 DPanc., który to atak odarto. Natomiast do leżącej na północ od Rzyczki wsi Za Wodą weszła niemiecka piechota. Kontratak batalionu kolarzy Śląskiej Straży Granicznej ppłk. Karola Bacza wyparł oddziały niemieckie i przywrócił poprzednie położenie. W tym samym czasie II dywizjon konny odparł następne natarcie na Rzyczki od strony zachodniej. O godz. 12.30 III dywizjon odparł niemieckie natarcie piechoty i czołgów na wieś Bożenka. Natarcie niemieckie opanowało folwark Rzyczki. O godz. 14.00 II dywizjon odparł kolejne niemieckie natarcie na Rzyczki od strony zachodniej, jednakże z uwagi na groźbę odcięcia, po godz. 15.00 wycofał się miejscowości, na rozkaz ppłk. Kazimierza Halickiego. Po zajęciu Rzyczek o godz. 16.00 niemieckie czołgi uderzyły na zajmujący południowy skraj lasu batalion kolarzy SG, który został odrzucony z linii obrony. Skierowany do walki 1 szwadron pieszy rtm. Henryka Liszki, z odwodu III dywizjonu zgrupowania, wsparty działonem armat powstrzymał niemieckie natarcie. Ok. godz. 17.00 w rejon walk koło stacji kolejowej Zielona dotarła piesza część Grupy „Dubno”. Po zluzowaniu przez pułk piechoty do odwodu grupy przeszło Zgrupowanie Kawalerii ppłk. Halickiego. Wieczorem pułk piechoty ppłk. dypl. Kazimierza Klochowicza podjął natarcie na Rzyczki, lecz z uwagi na ostrzał artylerii niemieckiej i czołgów, natarcie zostało zatrzymane na skraju lasu. Do natarcia został skierowany 86 pp, który obszedł od lewej strony stanowiska niemieckich czołgów i poprzez groźbę odcięcia ich spowodował odwrót czołgów do głównych sił niemieckich. Dalsze natarcie batalionów „Równe” i „Kraków” zostało zatrzymane skutecznym niemieckim ostrzałem ze wzg.271 „Czarne”. Na wzgórze został ześrodkowany ostrzał całej artylerii Grupy „Dubno”, co zmusiło niemiecką obsadę do jego opuszczenia. W rezultacie ok. godz. 19.00 po walce pułk piechoty ppłk. dypl. Klochowicza zdobył Rzyczki. Dalsze natarcie piechoty utknęło z uwagi na wyczerpanie marszem i walką żołnierzy, do późnej nocy prowadzono walkę ogniową z niemieckimi oddziałami. Ok. godz. 21.00 niemiecka nawała artyleryjska na las majątku Wierzbica, zaskoczyła odpoczywające po walce dwa dywizjony konne ppłk. Halickiego. Spowodowała ona duże straty osobowe i w koniach, doprowadziło do wybuchu paniki i w rezultacie do rozproszenia się dywizjonów. Do rana zebrano tylko trzy szwadrony. Podczas nocnej odprawy z dowódcami oddziałów i pododdziałów, 25 września płk. Stefan Hanka-Kulesza postanowił zaprzestać walki, rozwiązać grupę i skapitulować wobec niemieckiej 2 DPanc. Decyzję taką podjął z uwagi na niemożliwość przebicia się przez obronę niemiecką i wyjściem na bezpośrednie tyły grupy oddziałów sowieckich. Dodatkowo z uwagi na wyczerpanie zapasu amunicji artyleryjskiej, zmęczenie żołnierzy oraz braku żywności. W ciągu nocy oddziały niemieckie skoncentrowały nowe oddziały przeznaczone do likwidacji grupy, ostrzeliwano nawałami artyleryjskimi rejony rozmieszczenia artylerii, taborów i odwodów Grupy „Dubno”. Pomimo tego piechota grupy na godz. 5.00 25 września przygotowała się do natarcia na pozycje niemieckie, kilka minut przed natarciem zarządzono zawieszenie broni. Po rozmowach kapitulacyjnych, od godz. 10.30 do 15.00 do niemieckiej niewoli poddało się ok. 2 000 żołnierzy część rozproszonych wyłapały oddziały sowieckie, niewielkiej grupie udało się przedrzeć do granicy węgierskiej.

## Skład i obsada personalna Grupy „Dubno”
Dowództwo Grupy od 21 IX 1939
- dowódca – płk dypl. Stefan Hanka–Kulesza
- szef sztabu – ppłk Kazimierz Stafiej
- zastępca szefa sztabu – ppłk. dypl. Antoni Witkowski
- dowódca kawalerii – ppłk Kazimierz Halicki
- dowódca artylerii – ppłk Jan  Cudek
- dowódca saperów – płk Eustachy Górczyński
- dowództwo improwizowanego pułku piechoty – ppłk dypl. Kazimierz Albin Klochowicz (utworzone w nocy 23/24 IX dla batalionów piechoty grupy)
  - adiutant pułku – kpt. dypl. Emil Roman Sikorski
  - batalion piechoty „Równe” (z OZ 13 DP) – ppłk Jan Wańtuch
  - batalion piechoty „Kraków” (OZN 5 bsap.) – kpt. Adam Szczybalski
    - zastępca dowódcy batalionu – por. Stefan Paradowski
    - adiutant batalionu – por. rez. Henryk August Hillar
    - dowódca kompanii – ppor. Tadeusz Henryk Kupski
    - dowódca kompanii – ppor. rez. Jan Niemiec
    - dowódca kompanii – kpt. Florian Franciszek Sauer
    - dowódca kompanii ckm – por. Jan Nowosad[23]

  - batalion piechoty „Wilno” (OZN 3 bsap.) – kpt. Teodor Antonowicz
    - w batalionie – kpt. Paweł Głowacki[24]

- bateria 4/33 pułku artylerii lekkiej – kpt. Marian Hecker
- samodzielna kompania (półkompania) czołgów lekkich R-35/H-35 – por. Józef Jakubowicz (okresowo) (do 22 IX)
- pluton lotniczy z eskadry szkolnej CWL – por. pil. Zbigniew Osuchowski († 14 X 1944 nad Duisburgiem) –
- dywizjon II/40 pułku artylerii lekkiej (bez 5 baterii) (od 19 IX) ppłk Jan Cudek
- batalion zmotoryzowany saperów Ośrodka Zapasowego Saperów typ specjalny nr 1 – ppłk dypl. Ryszard Zyms (od 19 do 23 IX)
- Zgrupowanie Kawalerii ppłk. Kazimierza Halickiego (od 21 IX)
- dywizjon kawalerii ppłk. Czesława Wisłockiego (od 20 IX)
- 102 dywizjon artylerii przeciwlotniczej (bez armat) (od 20 do 22 IX) – mjr Roman Niemczyński
- 12 dywizjon artylerii najcięższej z działonem 6 dywizjonu artylerii motorowej ciężkiej (od 20 do 22 IX) – mjr Aleksander Alfred Toczyski
- część OZAPlot. nr 1 (od 20 do 22 IX)
- 86 pułk piechoty z baterią 2 haubic – ppłk Walenty Peszek (od nocy 23/24 IX)[25]